# Digitales Röntgen

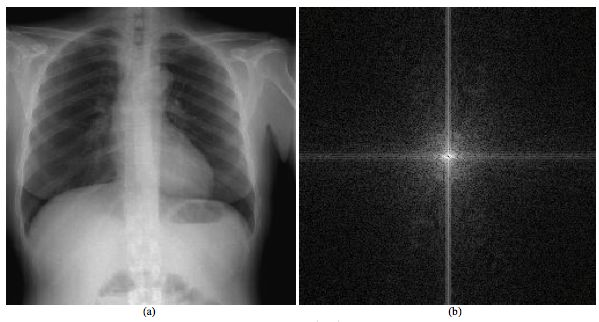
Röntgenaufnahme des Brustkorbs mit ihrem 2D-Fourier-Spektrum

Digitales Röntgen umfasst radiologische Verfahren, bei denen Röntgenbilder nicht mehr auf analogen Röntgenfilmen, sondern digital aufgenommen werden. An Stelle des Films enthalten die Geräte einen Szintillator, der auftreffende Röntgenphotonen entweder in sichtbares Licht oder direkt in Elektrizität umwandelt. Ältere DR-Systeme erfassten die Szintillation der Leuchtschicht optisch verkleinert mit einer Videokamera, einem CCD-Sensor oder CMOS-Chip. Heute setzt man zur Erhöhung der Ortsauflösung Vollfelddetektoren (flat panel detector) ein, die mindestens so groß wie das Röntgenbild sind. Sie enthalten eine Leuchtschicht etwa aus Cäsiumjodid, eine Schicht aus Mikrolinsen, und eine Schicht aus Photodioden. Noch bessere Auflösung haben Festkörperdetektoren aus seltenen Erden wie Gadoliniumoxysulfid oder amorphem Selen, die die auftreffenden Röntgenphotonen ohne Umweg über sichtbares Licht direkt in Elektrizität umwandeln und an die angrenzende TFT-Schicht abgeben. Die im Detektor erfassten Daten werden digital an einen Computer weitergegeben.
Um ältere Röntgenanlagen nachzurüsten, gibt es photostimulierbare Speicherplatten (PSP) aus speziellen phosphoreszierenden Substanzen (Bariumfluorhalogenide). Diese Röntgenspeicherfolien können wie ein Film in Wechselkassetten belichtet, transportiert, und anschließend in einem Lesegerät „entwickelt“, d. h. ausgelesen werden. Die Speicherfolien halten das latente Bild bis zu acht Stunden; zur Auslesung werden sie mit einem He-Ne-Laserstrahl pixelweise abgetastet und das abgestrahlte Licht gemessen. Die Ortsauflösung dieser Abtastung ist begrenzt. Üblicherweise werden Direktradiographiesysteme mit DR abgekürzt, Speicherfoliensysteme mit CR (computed radiography) und Systeme mit Flachbilddetektoren mit DX (digital radiography).
Digitales Röntgen hat einen besseren Dichtekontrast, erreicht jedoch nicht die Ortsauflösung des Film-Folien-Röntgens (20 Linienpaare/mm). Bei CR-Systemen ist die Ortsauflösung durch die verwendeten optischen Komponenten auf ca. 2–5 Linienpaare/mm begrenzt (Ausnahme: Fuji-HQ-System für die Mammographie: 11 Lp/mm und Speicherfolienscanner von der Ditabis AG bis 20 LP/mm (bis max. 15 µm)). DR-Systeme reichen von Pixelgrößen um 200 μm bis 50 μm entspr. 10 Lp/mm. Ihre Modulationsübertragungsfunktion ist in der Regel besser als die der CR-Systeme.
Digitales Röntgen ist meist nur im Zusammenspiel mit einem Radiologieinformationssystem (RIS) und einem digitalen Bildarchivierungssystem (PACS) sinnvoll. Die Aufnahmen können im DICOM-Format gespeichert und versendet werden. Im Unterschied zum klassischen Röntgenfilm können die digitalen Bilder problemlos nachbearbeitet werden, z. B. durch Kantenschärfung oder Aufhellung, und die Systeme sind viel weniger gegen Über- und Unterbelichtungen empfindlich, es müssen also weniger Aufnahmen wiederholt werden. Moderne DR-Konsolen analysieren das Schwärzungshistogramm der Aufnahme und korrigieren ggf. die Empfindlichkeit und Steigung der Dichtekurve nachträglich. Artefaktkorrektur, Aufhärtung, und Rauschunterdrückung sind weitere Möglichkeiten zur Bildverbesserung. Unbelichtete Ränder werden automatisch abgeschnitten.

## Historie
Das erste Patent für digitales Röntgen reichte Eastman Kodak im Jahr 1973 ein. Die erste kommerzielle CR-Lösung wurde 1983 unter dem Namen CR-101 von Fujifilm in Japan angeboten. Weitere innovative Hersteller waren Kodak und Agfa. 2013 boten fast 70 Hersteller weltweit Systeme zur digitalen Radiographie an. Röntgenspeicherfolien dienen dazu, das Schattenbild der Röntgenstrahlung aufzunehmen.
Das erste kommerzielle digitale Röntgensystem zur Anwendung in der Zahnheilkunde wurde 1986 unter dem Namen Radiovisiographie vorgestellt. Seitdem gibt es auch in der Zahnmedizin zahlreiche Hersteller digitaler Röntgensysteme. Die Sensoren sind in diversen mundgerechten Größen erhältlich.